# Rajnath Singh
Rajnath Singh (nacido el 10 de julio de 1951) es un político indio y es el actual ministro de Defensa de la India. Es el expresidente del Partido Bharatiya Janata. Anteriormente se desempeñó como Ministro Principal de Uttar Pradesh y como Ministro del Gabinete en el Gobierno de Atal Behari Vajpayee. Fue ministro del Interior del Primer ministro Narendra Modi. También se ha desempeñado como presidente del BJP dos veces, de 2005 a 2009 y de 2013 a 2014. Es un líder veterano del BJP que comenzó su carrera en la Rastriya Swayamsevak Sangh. Es un defensor de la ideología hindutva del partido.

## Temprana edad y educación
Singh nació en la aldea de Bhabhaura del distrito de Chandauli, Uttar Pradesh, de padre Ram Badan Singh y madre Gujarati Devi. Nació en una familia de agricultores de la casta Rajput.

## Carrera política
Ha sido miembro del parlamento Lok Sabha dos veces por el distrito de Lucknow  y una vez por Ghaziabad. También participó activamente en la política del Estado y permaneció como ministro principal por Haidergarh en dos ocasiones.

## Cargos desempeñados
| N.º | Posición                                                           | Mandato         | Precedido por      | Sucedido por                                                  |
| --- | ------------------------------------------------------------------ | --------------- | ------------------ | ------------------------------------------------------------- |
| 1   | Presidente del Ala Juvenil del BJP                                 | 1984-1986       | —                  | —                                                             |
| 2.  | Secretario General Estatal (Uttar Pradesh) del ala juvenil del BJP | 1986-1988       | —                  | —                                                             |
| 3.  | Presidente nacional del ala juvenil del BJP                        | 1988-1989       | Pramod Mahajan     | J. P. Nadda                                                   |
| 4.  | Ministro de Educación de Uttar Pradesh                             | 1991-1992       | —                  | —                                                             |
| 5.  | Presidente del BJP en Uttar Pradesh                                | 1997-1998       |                    |                                                               |
| 6.  | Ministro de Transporte de la Unión                                 | 1999-2000       | Nitish Kumar       | B. C. Khanduri                                                |
| 7.  | Ministro Principal de Uttar Pradesh                                | 2000-2002       | Ram Prakash Gupta  | Gobierno del Presidente (Entonces Mayawati sucedió al puesto) |
| 8.  | Ministro de Agricultura de la Unión                                | 2003-2004       | Ajit Singh         | Sharad Pawar                                                  |
| 9.  | Presidente del BJP                                                 | 2005-2009       | L. K. Advani       | Nitin Gadkari                                                 |
| 10. | Presidente del BJP                                                 | 2012-2014       | Nitin Gadkari      | Amit Shah                                                     |
| 11. | Ministro del Interior de la India                                  | 2014-2019       | Sushilkumar Shinde | Amit Shah                                                     |
| 12. | Ministro de Defensa de la India                                    | 2019–actualidad | Nirmala Sitharaman | En el cargo                                                   |